# Sean Moore
Sean Moore (Pontypool, 30 de julho de 1968) é um músico galês. É conhecido por ser baterista da banda galesa de rock Manic Street Preachers e ocasional trompetista desde sua formação em 1986.
Primo do vocalista James Dean Bradfield, Sean escreveu a maioria das melodias da banda ao lado de James e, esporadicamente, com o baterista Nicky Wire. Apesar de ser o integrante mais quieto do grupo, é apontado como um dos alicerces da musicalidade do Manic Street Preachers. É o único membro do trio que nunca lançou um disco solo.

## Discografia
Com o Manic Street Preachers